# Такер, Так
Уильям Осборн «Так» Такер III (англ. William Osborne «Tuck» Tucker III; 20 августа 1961 — 22 декабря 2020) — американский аниматор, режиссёр, сценарист и художник раскадровки. Более известен по работе над мультсериалами «Губка Боб Квадратные Штаны» и «Эй, Арнольд!», а также над фильмом «Арнольд!».

## Биография и карьера
Уильям Такер родился в городе Линчберг, штат Виргиния, США. В школьные годы имел плохую успеваемость, из-за чего родители Уильяма перевели своего сына в частную школу. В юношеские годы Такер проводил большую часть своего времени дома, смотря мультфильмы со своим отцом — повзрослев, считал это очень особенным жизненным опытом.
Во время обучения анимацией, его преподаватель перевёз его в Лос-Анджелес, где первой работой Такера стал мультфильм «Русалочка», после которого ушёл работать над мультсериалом «Симпсоны». После этого Такер ушёл работать в Nickelodeon над мультсериалами «Ох уж, эти детки», «ААА! Настоящие монстры», «Эй, Арнольд!» и «Приключения Джимми Нейтрона, мальчика-гения». После окончания мультсериала «Эй, Арнольд!» Такер проработал художником раскадровки первого фильма про Губку Боба, а после присоединился к съёмочной группе мультсериала Губки в конце четвёртого сезона в качестве сценариста и раскадровщика; в конце пятого сезона был повышен до главного режиссёра по раскадровке. За свою работу в «Губке Бобе» Такер в 2011 году выиграл премию «Энни» в номинации «Лучшая музыка в телепроекте». После «Губки Боба» принимал участие в мультсериалах «Могучая Би», «Волшебные родители» и «Да здравствует король Джулиан».
В 2015 году Такер отошёл от телевидения и начал преподавать графический дизайн и анимацию в Университете Лонгвуда в городе Фармвилл, штат Виргиния.
Скончался 22 декабря 2020 года в возрасте 59 лет.

### Личная жизнь
Был женат на Джоан Бенджамин, имел дочь Карму.

## Фильмография

### Телевидение
| Годы                 | Название                                    | Примечания |
| -------------------- | ------------------------------------------- | --- |
| 1990-1995            | Симпсоны                                    | Оформитель Художник раскадровки Хронометрист                                                                             |
| 1990-1991; 1994-1995 | Ох уж, эти детки                            | Оформитель персонажей Художник раскадровки Ассистент режиссёра                                                           |
| 1992-1993            | Шоу Рена и Стимпи                           | Оформитель |
| 1993                 | Два глупых пса                              | Художник раскадровки |
| 1994-1995            | ААА! Настоящие монстры                      | Художник раскадровки |
| 1996-2004            | Эй, Арнольд!                                | Режиссёр Креативный режиссёр Художник раскадровки Главный раскадровщик                                                   |
| 2002-2006            | Приключения Джимми Нейтрона, мальчика-гения | Креативный консультант                                                                                                   |
| 2005                 | Лагерь Лазло                                | Сценарист Художник раскадровки                                                                                           |
| 2005-2006            | Гриффины                                    | Художник раскадровки Ассистент режиссёра                                                                                 |
| 2005-2006            | Мультреалити                                | Режиссёр |
| 2006-2012            | Губка Боб Квадратные Штаны                  | Сценарист (2006-2007) Режиссёр по раскадровке (2006-2007) Главный режиссёр по раскадровке (2007-2012) Автор песен (2008) |
| 2008                 | Могучая Би                                  | Ревизионист раскадровки                                                                                                  |
| 2013-2014            | Волшебные родители                          | Режиссёр |
| 2014                 | Кларенс                                     | Главный раскадровщик Хронометрист Аниматор                                                                               |
| 2015                 | Да здравствует король Джулиан               | Художник раскадровки |

### Фильмы
| Годы | Название                         | Примечания                                                                   |
| ---- | -------------------------------- | ---------------------------------------------------------------------------- |
| 1989 | Русалочка                        | Аниматор                                                                     |
| 2002 | Арнольд!                         | Режиссёр                                                                     |
| 2004 | Party Wagon                      | Режиссёр Художник раскадровки Дизайнер персонажей Проп-дизайнер Хронометрист |
| 2004 | Hare and Loathing in Las Vegas   | Художник раскадровки                                                         |
| 2004 | Губка Боб Квадратные Штаны       | Художник раскадровки                                                         |
| 2005 | Stewie Griffin: The Untold Story | Ассистент режиссёра                                                          |